# Sojoez MS-23
Sojoez MS-23 (Russisch: Союз МС-23) is een ruimtevlucht uitgevoerd door het Russische ruimtestaatsbedrijf Roskosmos naar het Internationaal ruimtestation ISS. Het is de 151ste vlucht van een Sojoez-capsule en de  drieëntwintigste van het Sojoez MS-type. De lancering vond plaats op 24 februari 2023 vanaf het Kosmodroom Bajkonoer.

## Oorspronkelijke planning
De bemanning van Sojoez MS-23 werd in mei 2021 aangewezen en bestond uit Oleg Kononenko, Nikolaj Tsjoeb en Andrej Fedjajev. De Amerikaanse astronaut Loral O'Hara verving Fedyaev als de beoogde bemanning aan boord van MS-23 in 2022 als onderdeel van het Sojoez-Dragon-uitwisselingsprogramma waardoor respectievelijk ten minste één NASA-astronaut en één Roscosmos-kosmonaut op elk van de roterende missies van de bemanning zullen achterblijven.  Dit zorgt ervoor dat beide landen op het station aanwezig zijn en hun afzonderlijke systemen kunnen behouden als Sojoez of een Amerikaans ruimtevaartuig voor langere tijd aan de grond staat. Fedjajev vloog met SpaceX Crew-6 naar het ISS.

## Lekkage-incident MS-22 en Progress 82
Na een lekkage van koelvloeistof met de Sojoez MS-22-ruimtecapsule op 15 december 2022 besloot Roscosmos dat de Sojoez MS-23-vlucht onbemand zou worden gelanceerd. De bemanning en de reservebemanning werden overgeplaatst naar Sojoez MS-24. Op 11 februari 2023 ontstond een soortgelijk lek in een Progress-vrachtmodule, Progress 82 (NASA) of Progress MS-21 (Roscosmos), die eveneens aan het ISS was gekoppeld. Dit ruimtevaartuig keerde op 18 februari 2023 terug naar de aarde en is boven de Grote Oceaan verbrand.
Aangezien Sojoez MS-23 zonder bemanning werd gelanceerd kunnen de kosmonauten die met Sojoez MS-22 naar het ISS zijn afgereisd weer veilig terugkeren met MS-23 omdat een terugkeer in de ruimtecapsule van MS-22 aanzienlijke risico's met zich meebrengt vanwege het defecte koelsysteem. De bemanning van Sojoez MS-22 blijft aan boord van het internationale ruimtestation (ISS) tot de lancering en koppeling van Sojoez MS-24 waardoor de duur van de missie met enkele maanden wordt verlengd.
Een soortgelijk scenario heeft ook in 1979 plaatsgevonden waarbij Sojoez 34 onbemand werd gelanceerd naar het ruimtestation Saljoet 6. De bemanning van Sojoez 32 was aanwezig in het ruimtestation en zou terugkeren met Sojoez 33. Deze capsule kreeg echter motorproblemen en moest direct terugkeren naar de Aarde waardoor Sojoez 34 als reddingsmissie werd ingezet.

## Bemanning
| Positie           | Ruimtevaarder lancering | Ruimtevaarder terugkeer |
| ----------------- | ----------------------- | ----------------------- |
| Commandant        |                         | Sergej Prokopjev, RSA   |
| Flight Engineer 1 |                         | Dmitri Petelin          |
| Flight Engineer 2 |                         | Francisco Rubio, NASA   |

## Lancering
De lancering van de onbemande Sojoez MS-23 werd in februari 2023 verschoven naar maart 2023. MS-23 had op 19 februari 2023 gelanceerd moeten worden maar men had meer tijd nodig voor onderzoek naar het lek in het koelvloeistofsysteem van de Progress. Roscosmos wilde zeker weten dat er geen breder probleem was dat alle Sojoez- en Progress-voertuigen zou treffen voordat Sojoez MS-23 werd gelanceerd.  Die aankondiging werd door Roscosmos op 21 februari 2023 weer herzien en de lancering van Sojoez MS-23 werd verschoven naar 24 februari 2023. Na onderzoek werd vastgesteld dat de twee lekkagegebeurtenissen te wijten waren aan niet-verwante micrometeoren.
Sojoez MS-23 werd op 24 februari 2023, 00.24 GMT, gelanceerd vanaf Kosmodroom Bajkonoer. Er waren geen kosmonauten aan boord van het ruimtevaartuig dat autonoom naar het internationale ruimtestation ISS is afgereisd waar het op 26 februari 2023, 00.58 GMT arriveerde.

## Landing
Na een verblijf van 371 dagen in de ruimte keerden de astronauten die met Sojoez MS-22 op 21 september 2022 naar het ISS waren afgereisd weer terug op aarde. Hiermee kwam er tevens een einde kwam aan ISS-Expeditie 69. De landing vond plaats op 27 september 2023 om 11.17 GMT in de steppe van Kazachstan. Door het verlengen van de missie werd Frank Rubio de nieuwe recordhouder voor de langste missie die door een Amerikaanse astronaut werd gevlogen.